# Humberto Selvetti
Humberto Selvetti (Colón, 31 de marzo de 1932- Wilde, 26 de abril de 1992) fue un halterófilo argentino de peso pesado. Es considerado el mejor halterófilo en la historia de su país, ya que es, a día de hoy, el único pesista argentino que ha logrado obtener medallas mundiales y olímpicas.
Fue ganador de la medalla de bronce en los Juegos Olímpicos de Helsinki 1952 y la medalla de plata en los Juegos Olímpicos de Melbourne 1956. Obtuvo el récord mundial en press en 1951 tras levantar 157,5 kilos, fue subcampeón mundial en 1957 y subcampeón panamericano en 1955 y 1959. Por estos logros, es considerado uno de los grandes halterófilos del siglo xx y su enfrentamiento con Paul Edward Anderson en los Juegos de 1956, que terminó empatado, es considerado como uno de los momentos históricos clásicos del levantamiento de pesas.

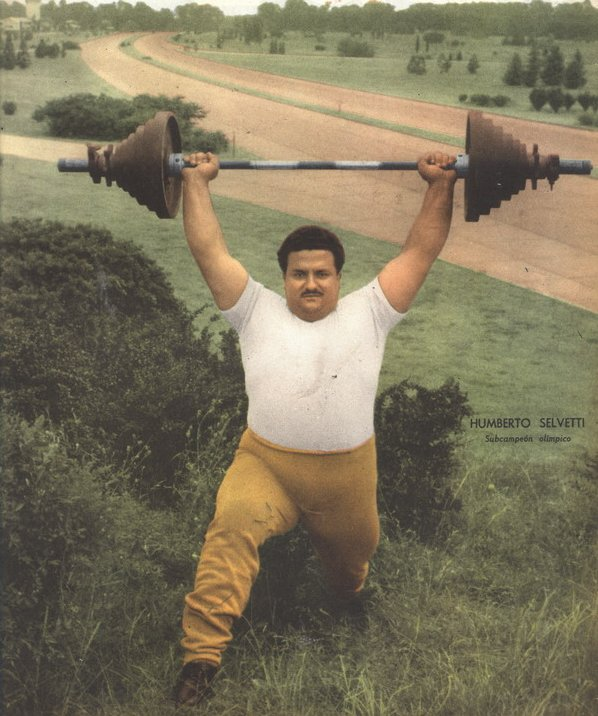
Humberto Selvetti, en la tapa de la revista El Gráfico en 1957

## Biografía
Humberto Selvetti nació en la ciudad de Colón, provincia de Buenos Aires. Comenzó a levantar pesas a los 14 años y a los 19 rompió el récord mundial de press, levantando 157,5 kilos.

## La medalla de bronce en 1952

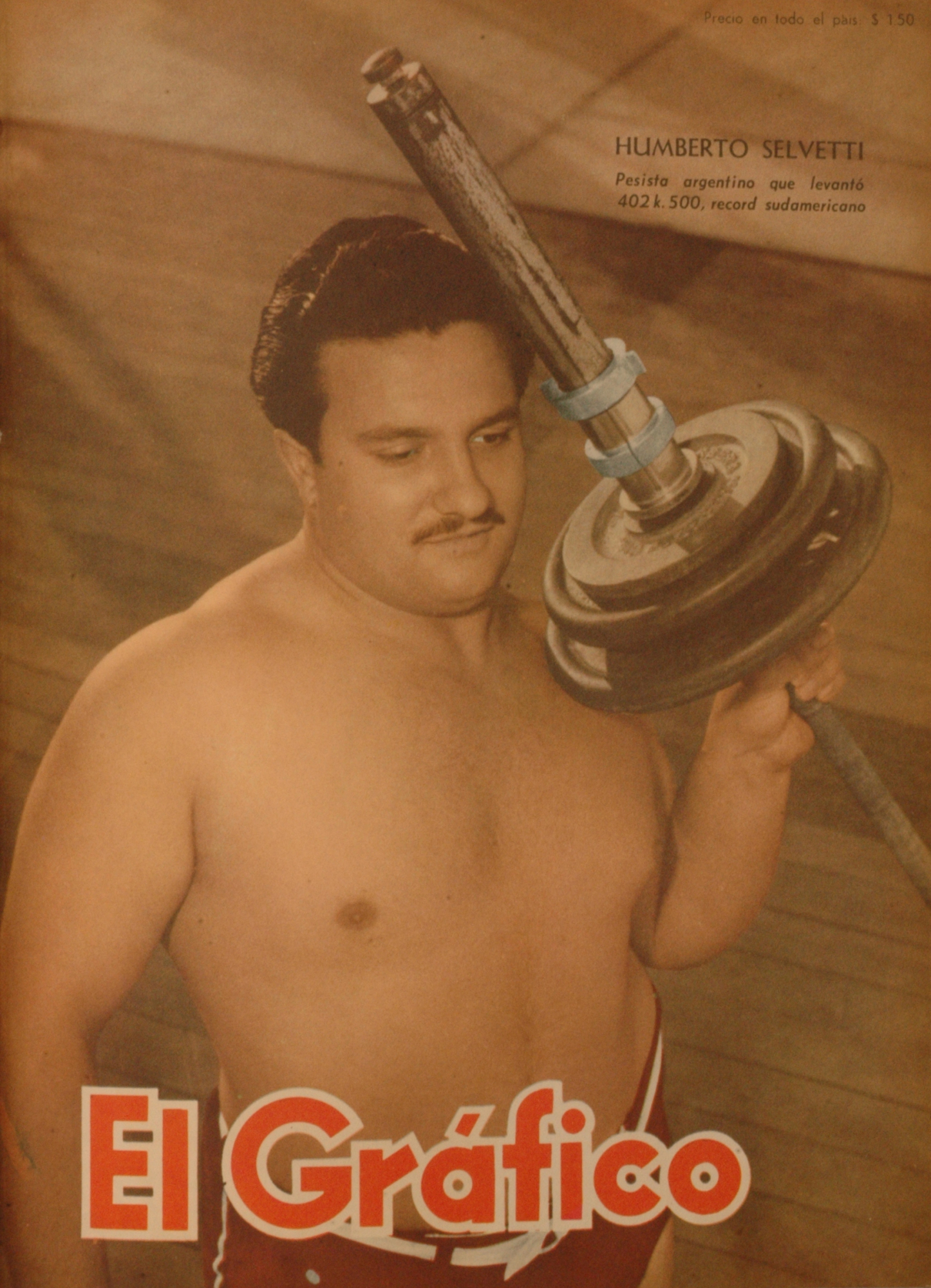
Humberto Selvetti en 1952.

En los Juegos Olímpicos de Helsinki 1952, con 20 años, ganó la medalla de bronce en la categoría peso pesado. En la misma prueba, Norberto Ferreira (33 años) obtuvo diploma olímpico al salir sexto.
Selvetti, el levantador de pesas más importante que ha dado Argentina, era el competidor más joven en la prueba y debía enfrentar a atletas históricos de la disciplina, como el estadounidense John Davis, quien en quince años no había sido derrotado. En ese momento la competencia olímpica de levantamiento de pesas incluía tres movimientos: dos tiempos (clean & jerk), arranque (snatch) y fuerza o clean y press. Luego se sumaban los kilos levantados en cada movimiento y el ganador era quien había sumado mayor cantidad de kilos en total.
El primer movimiento fue arranque, y Humberto Selvetti levantó 150 kilos en el tercer intento, empatando el primer lugar con John Davis, un desempeño que resultó decisivo para ganar la medalla de bronce. A continuación se realizó la competencia de dos tiempos, en la que el argentino obtuvo la quinta puntuación, levantando 120 kilos, 25 kilos menos que Davis, y 12,5 kilos menos que James Bradford, quien se ubicó en la segunda posición en el puntaje total, relegando a Selvetti al tercero, apenas 2,5 kilos detrás, seguido a su vez de cerca por William Baillie, otros 2,5 kilos detrás.
El último movimiento fue el de fuerza o clean y press. Davis había tomado una ventaja casi indescontable de 22,5 kilos sobre Bradford, en tanto que este, Selvetti y Baille estaban separados entre sí por solo 5 kilos. En el primer intento, Davis levantó 165 kilos que le garantizaban la medalla de oro, mientras que Bradford levantó 155 kilos, que le permitían mantener el segundo lugar. Selvetti en cambio levantó solo 150 kilos, que lo alejaron de la segunda posición y permitieron que lo alcanzara Baille, sumando ambos 420 kilos en total. Sin embargo Selvetti levantó 157,5 kilos y 162,5 kilos en el segundo y tercer intentos respectivamente, consolidándose como tercero en el puntaje total, en tanto que Baille, fracasó las dos veces al intentar levantar 160 kilos, quedando relegado al quinto lugar.
Norberto Ferreira obtuvo diploma olímpico al terminar sexto, con 410 kilos. Ferreira había levantado 140 kilos en clean y press (tercer puesto), 115 kilos en su tercer intento en arranque (séptimo puesto) y 155 kilos (quinto puesto) en dos tiempos.
| Levantamiento de pesas: peso pesado                                  | Levantamiento de pesas: peso pesado | Levantamiento de pesas: peso pesado | Levantamiento de pesas: peso pesado | Levantamiento de pesas: peso pesado |
|                                                                      | Deportista                          | País                                | Kilos                               |                                     |
| -------------------------------------------------------------------- | ----------------------------------- | ----------------------------------- | ----------------------------------- | ----------------------------------- |
| 1                                                                    | John Davis                          | Estados Unidos                      | 460,0                               |                                     |
| 2                                                                    | James Bradford                      | Estados Unidos                      | 437,5                               |                                     |
| 3                                                                    | Humberto Selvetti                   | Argentina                           | 432,5                               |                                     |
| 4                                                                    | Heinz Schattner                     | Alemania                            | 422,5                               |                                     |
| 5                                                                    | William Baillie                     | Canadá                              | 420,0                               |                                     |
| 6                                                                    | Norberto Ferreira                   | Argentina                           | 410,0                               |                                     |
| Fuente: Helsinki 1952, Olympic results, Wyniki igrzyzk olimpijskich. |                                     |                                     |                                     |                                     |

## La medalla de plata en 1956
En los Juegos Olímpicos de Melbourne 1956, con 24 años, ganó la medalla en la categoría peso pesado. Antes de la prueba era opinión generalizada que el estadounidense Paul Edward Anderson, uno de los grandes halterófilos de todos los tiempos, se adjudicaría la medalla de oro con facilidad. El año anterior había sido el primer hombre en sumar 500 kilos, dejando completamente atrás a todos sus oponentes. Humberto Selvetti, a su vez había obtenido la medalla de bronce en Helsinki 1952 con solo 20 años. 
En ese momento la competencia olímpica de levantamiento de pesas incluía tres movimientos: arranque (snatch), dos tiempos (clean & jerk) y fuerza o clean y press. Luego se sumaban los kilos levantados en cada movimiento y se consideraba ganador a quien había sumado mayor cantidad de kilos en total.
La prueba comenzó con el movimiento de arranque y Selvetti sorprendió a todos levantando 175 kilos, superando a Anderson por 7,5 kilos. En el movimiento de dos tiempos Selvetti volvió a sorprender al levantar 145 kilos, lo mismo que había levantado Anderson, obligando a este a superarlo por 7,5 kilos en el movimiento final, la competencia de fuerza (clean y press). Anderson intentó levantar 187,5 kilos, fracasando en sus dos primeros intentos, mientras que Selvetti levantó 180 en el segundo. En su intento final, Anderson logró levantar 187,5 kilos, alcanzando a Selvetti en una suma total de 500 kilos; el argentino a su vez no pudo levantar 185 kilos en su último intento y la prueba finalizó con un empate. Las reglas de la halterofilia establecen que en caso de empate, el desempate debe realizarse otorgando la ventaja al competidor de menor peso; debido a que Anderson pesaba 138 kilos, cinco kilos menos que Selvetti, la medalla de oro le correpondió al estadounidense. Ambos le sacaron 47,5 kilos al tercero. El enfrentamiento Anderson-Selvetti en Melbourne está considerado uno de los momentos históricos clásicos de ese deporte. En el sitio Lift Up puede verse el video con los tres levantamientos de Selvetti en Melbourne.

## Medallero
| Levantamiento de pesas: peso pesado                                   | Levantamiento de pesas: peso pesado | Levantamiento de pesas: peso pesado | Levantamiento de pesas: peso pesado | Levantamiento de pesas: peso pesado |
|                                                                       | Deportista                          | País                                | Kilos                               |                                     |
| --------------------------------------------------------------------- | ----------------------------------- | ----------------------------------- | ----------------------------------- | ----------------------------------- |
| 1                                                                     | Paul Edward Anderson                | Estados Unidos                      | 500,0                               |                                     |
| 2                                                                     | Humberto Selvetti                   | Argentina                           | 500,0                               |                                     |
| 3                                                                     | Alberto Pigaiani                    | Italia                              | 452,5                               |                                     |
| 4                                                                     | Firouz Pejhan                       | Irán                                | 450,0                               |                                     |
| 5                                                                     | Eino Matias Mäkinen                 | Finlandia                           | 432,5                               |                                     |
| 6                                                                     | William Baillie                     | Canadá                              | 432,5                               |                                     |
| Fuente: Melbourne 1956, Olympic results, Wyniki igrzyzk olimpijskich. |                                     |                                     |                                     |                                     |

## Filmografía
Selvetti intervino en las películas Alias Flequillo (1963), Cristóbal Colón en la Facultad de Medicina (1962) y El mago de las finanzas (1962), todas dirigidas por Julio Saraceni.

## Memoria
El gimnasio de pesas del Centro Nacional de Alto Rendimiento Deportivo (Cenard) lleva el nombre de Humberto Selvetti. 
Desde 2018, una calle en la Villa Olímpica de la Juventud, en Buenos Aires, lleva su nombre.